# ボンボン菓子

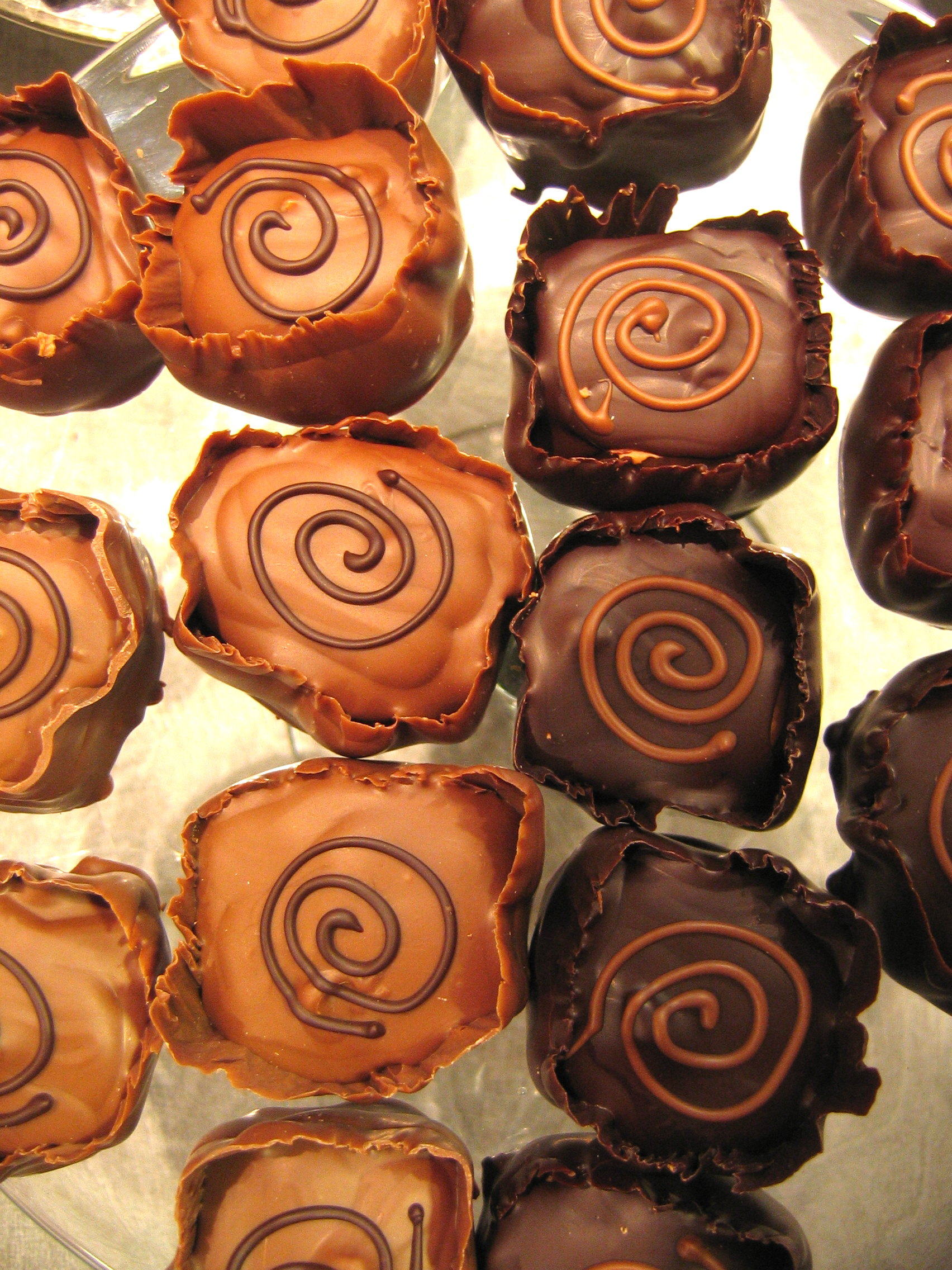
ボンボン菓子の一種

ボンボン菓子（ボンボンがし、bonbonまたはbon-bon）とは砂糖から作られた殻で具を包んだ菓子。元々アーモンドを包んだものを指してボンボンと呼んでいたが、今日ではあらゆる種類のフルーツやナッツが具となる。
砂糖の代わりにチョコレートやフォンダンを用いることがある。チョコレートを用いる場合、ボンボン・ショコラという。また、チョコレートでウイスキーを包んだ菓子をウイスキーボンボンと呼ぶ。
名称はフランス語で「良い」を意味する形容詞bonを2つ重ねたもの。ちなみに現在のフランス語（FR）では、ボンボン（bonbon）はナッツを砂糖で包んだドラジェ（Dragée 上記のボンボンに最も近い）を始め、キャラメル、リコリス菓子、グミ、マシュマロ、ペロペロキャンディ、ガムなどを含むキャンディ状の菓子の総称である。
フランス宮廷に輿入れしたマリー・ド・メディシスに随伴したイタリアの菓子職人ジョヴァンニ・パスティッラが作った砂糖菓子が「ボンボン」と呼ばれるようになったのが始まりとされる。
ボンボン菓子を入れるための容器がボンボニエール（bonbonière）である。